# Michael Maittaire

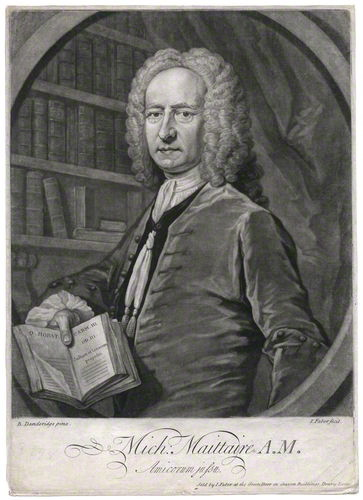
Michael Maittaire.

Michael Maittaire, född 1668 i Frankrike, död 7 september 1747 i London, var en fransk filolog och bibliograf.
Mattaire utvandrade vid nantesiska ediktets upphävande (1685) tillsammans med sina föräldrar till England samt levde från 1695 som lärare i London. Han utgav bland annat en mängd latinska auktorer samt de bibliografiska arbetena Historia typographorum aliquot parisiensium (1717) och Annales typographici (9 band, 1719–1741, upptagande alla till 1557 tryckta böcker; 2 band supplement av Michael Denis 1789; ånyo utgivet i en till år 1536 gående bearbetning, 5 band 1793–1797). 